# Thibaudia cupatensis
Thibaudia cupatensis är en ljungväxtart som beskrevs av Huber. Thibaudia cupatensis ingår i släktet Thibaudia och familjen ljungväxter. Inga underarter finns listade i Catalogue of Life.